# Kirrwiller
 Kirrwiller (en alsacià Kírrwiller) és un municipi francès, situat a la regió del Gran Est, al departament del Baix Rin. L'any 2007 tenia 514 habitants. El 2007 se li va desagregar l'actual municipi de Bosselshausen.
Forma part del cantó de Bouxwiller, del districte de Saverne i de la Comunitat de comunes de Hanau-La Petite Pierre.

## Demografia
| 1962 | 1968 | 1975 | 1982 | 1990 | 1999 |
| ---- | ---- | ---- | ---- | ---- | ---- |
| 569  | 613  | 606  | 631  | 647  | 684  |

## Administració
| Període   | Identitat        | Partit    |
| --------- | ---------------- | --------- |
| 2001-2007 | Georges Scholler | Les Verts |
| 2007-     | Patrice Dietler  |           |